# Florence Dreyfous
Florence Dreyfous (Nueva York, 25 de octubre de 1868-11 de septiembre de 1950) fue una pintora estadounidense que estudió y pasó la mayor parte de su vida en la ciudad de Nueva York.

## Biografía
Florence Dreyfous nació en la ciudad de Nueva York el 25 de octubre de 1868 de Alida Gómez Dreyfous (1833-1907) y su esposo Joseph A. Dreyfous (1832-1891), ambos de ascendencia judía sefardí. Tenía dos hermanas, Adele (1859-1879) y Gertrude (1862-1949), y un hermano, Walter (1861-1924). A través de su madre, la familia se involucraría en un litigio contra un pariente lejano, Horacio Gómez, que administraba un patrimonio familiar desde 1865, pero nunca rindió cuentas  a otros miembros de la familia y celebró varios contratos de arrendamiento a largo plazo por debajo del precio de mercado, por lo que un tribunal nombró a un árbitro para investigar su administración en 1891.
Dreyfous estudió en la Chase School of Art y con Robert Henri en la Henri School of Art, así como con la miniaturista contemporánea Theodora W. Thayer (1868-1905).

## Carrera profesional
En 1903 y 1904, Dreyfous expuso en la Academia de Bellas Artes de Pensilvania. También expuso dos de sus acuarelas, A boy (Un niño) y Mildred, en la histórica Exposición Internacional de Arte Moderno de 1913. Entre 1916 y 1932, Dreyfous expuso en el MacDowell Club, en la Society of Independent Artists, en el Morton Gallery en Nueva York, en Salons of America y en Opportunity Gallery, todos en Nueva York. En noviembre y diciembre de 1921, una exposición de acuarela en el Museo de Arte de Brooklyn también mostró su trabajo.

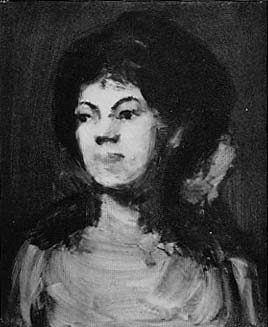
Florence Dreyfous - Mildred - Armory Show 1913

## Fallecimiento
Dreyfous murió el 11 de septiembre de 1950 y está enterrada con sus padres y hermanos en el cementerio histórico de Beth Olom en el condado de Queens, Nueva York.